# Pavlovac (gmina Pale)
Pavlovac (cyr. Павловац) – wieś w Bośni i Hercegowinie, w Republice Serbskiej, w mieście Sarajewo Wschodnie, w gminie Pale. W 2013 roku liczyła 5 mieszkańców.